# Ueli Sutter
Ueli Sutter (Bettlach, 16 marzo 1947) è un ex ciclista su strada svizzero.
Professionista dal 1973 al 1981, vinse la classifica scalatori al Giro d'Italia 1978.

## Carriera
Dagli anni cinquanta agli anni settanta, i corridori professionisti svizzeri avevano la possibilità di appartenere a due squadre, una svizzera per partecipare alle corse nazionali ed una estera per le corse del calendario internazionale.
Ottenne solo due successi nella sua carriera da professionista, due corse minori svizzere, la Biel-Magglingen del 1980 e la Embrach del 1976, diversi invece i piazzamenti: tre podi nel Campionato nazionale in linea, terzo nel 1975 e nel 1976 e secondo nel 1977, fu poi decimo al Giro d'Italia 1978, anno in cui vinse anche la classifica scalatori interrompendo un dominio spagnolo che durava da sette anni, e in cui arrivò secondo al Giro di Svizzera.

## Palmarès
- 1972 (Dilettante)

4ª tappa Gran Prix de l'Avenir (Puy-de-Dôme)
- 1980 (Bianchi-Piaggio, una vittoria)

Biel-Magglingen

### Altre vittorie
- 1978 (Zonca-Santini)

Classifica scalatori Giro d'Italia

## Piazzamenti

### Grandi Giri
- Giro d'Italia

1973: 70º
1976: 50º
1977: 36º
1978: 10º

### Competizioni mondiali
- Campionati del mondo

Yvoir 1975 - In linea: ritirato
Ostuni 1976 - In linea: ritirato
San Cristóbal 1977 - In linea: ritirato
Valkenburg 1979 - In linea: ritirato
Sallanches 1980 - In linea: ritirato
- Giochi olimpici

Monaco di Baviera 1972 - In linea: 23º
Monaco di Baviera 1972 - Cronosquadre: ?